# Вольки
Вольки (лат. Volcae, др.-греч. Οὑόλκαι, гэльск. folc «celer, alacer») — конфедерация кельтских племён. Греческие и римские историки отмечают, что вольки расселились в южной Франции, долине реки Эбро, Богемии, малоазиатской Галатии.

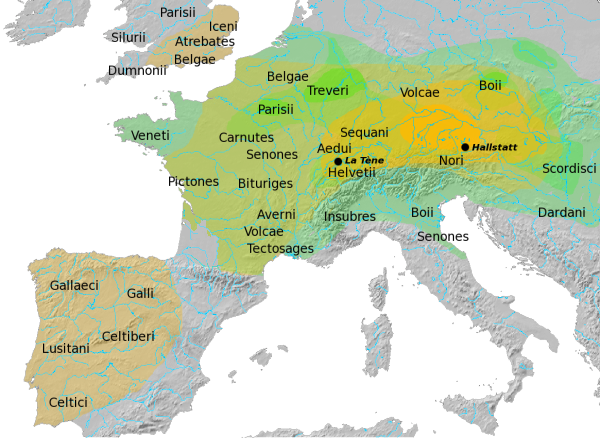
Расселение кельтских племён в I веке н. э.

Вольки, наряду с бойями, выставляли войска и участвовали во многих войнах и великих переселениях кельтов.
Считается, что они происходили из Баварии. Около IV века до н. э. вольки разделились на арейкомийскую и тектосагскую ветви.
В 279 году до н. э. входили в состав армии галлов, вторгшихся в Древнюю Македонию, 
когда произошла Фермопильская битва.
В III веке до н. э. вольки, прибыв на территорию Нарбона, ассимилировали элисиков.

## Средние века
К V веку германцы называли так вообще кельтов и представителей романизированных народов (гот. Walhs, др.-в.-нем. walah, walh, ср.-в.-нем. walch — «чужеземец, кельт, представитель романских народов», ср.-нж.-н. wale — «иностранец»).
Ранний пример применения этнонима имеется в «Песне путешественника» второй половины VI века, где царство Цезаря называется walaric, welshry, rum-walas.
Этнониму «вольки» родственны слова «валлоны», «Уэльс», которым англо-саксы и юты называли частично романизированных кельтов Британских островов, «Валльгау» и другие когнаты (см. Walhaz, Volcae (англ.)).
Словом Welschland в старо-немецком называлась Италия и Франция, а в современном немецком языке так называется франкоговорящая часть Швейцарии. В польском языке поныне Италия называется Włochy
В IX—XII веках этноним закрепился за «волохами» (также валахи, влахи) — восточно-романскими народами. На протяжении 2-го тысячелетия существовали различные государственные образования влахов. После преобразования Объединённого княжества Валахии и Молдавии (1858—1861) в королевство Румыния (1881—1947) этноним «влахи» в русском языке постепенно выходит из употребления. В частности, не упоминается в статье «Романские народы Европы» энциклопедии «Народы и религии мира». Известный лингвист, славянист и балтинист М. Фасмер в своём словаре называет его устаревшим. Тем не менее, этноним остаётся самоназванием нескольких малых восточно-романских этносов.